# Andrea Yates
Andrea Yates, née Andrea Pia Kennedy le 2 juillet 1964 à Hallsville au Texas, est une ancienne mère de famille américaine qui est connue pour avoir tué le 20 juin 2001 ses cinq enfants en les noyant un par un dans la baignoire familiale dans le quartier de Clear Lake City, à Houston . 
Alors que son mari, Russel Yates, avait quitté le domicile au matin pour rejoindre son poste à la NASA, Andrea, ancienne infirmière, a appelé le 911 afin de demander de l'aide après avoir noyé ses enfants (Noah, 7ans, John, 5 ans, Paul, 3 ans, Luke, 2 ans et Mary, 6 mois). C'est en découvrant le corps de Noah encore flottant dans la baignoire que l'ambulancier a compris qu'elle les avait noyés elle-même, un par un.
Andrea avait déjà tenté de se suicider à deux reprises et avait été admise dans des hôpitaux psychiatriques afin de traiter une dépression post-partum et une psychose. Son médecin a averti le couple de ne plus avoir d'enfants, à la lumière de la maladie d'Andrea. Cependant, Mary est née en novembre 2000.

## Procès
Une première sentence l'a condamnée en 2002 à la prison à perpétuité pour meurtre avec préméditation avec remise en liberté conditionnelle possible après 40 ans d'emprisonnement. En 2005, une cour d'appel a annulé la condamnation pour cause de faux témoignage de la part de l'un des témoins experts de l'État. 
Son procès d'appel, daté du 26 juillet 2006, a abouti à un verdict de non-culpabilité pour cause d'aliénation mentale. Yates a été envoyée à l'hôpital d'État de Kerrville, un établissement de santé mentale, où elle se trouve encore aujourd'hui.

## Divers
L'histoire d'Andrea Yates fut à l'origine de la très célèbre série Desperate Housewives. En effet, c'est en regardant son procès que le scénariste Marc Cherry eut l'idée d'un scénario explorant les parties visibles et cachées de la vie d'une mère au foyer.